# Capraia Isola
Capraia Isola är en ort och kommun på ön Capraia i provinsen Livorno i regionen Toscana i Italien. Kommunen hade 407 invånare (2018).